# Stawellia dimorphantha
Stawellia dimorphantha är en grästrädsväxtart som beskrevs av Ferdinand von Mueller. Stawellia dimorphantha ingår i släktet Stawellia och familjen grästrädsväxter. Inga underarter finns listade i Catalogue of Life.